# Nicolas Lemaître (football)
Pour les articles homonymes, voir Nicolas Lemaître et Lemaître.
Nicolas Lemaître, né le 12 janvier 1997 à Reims, est un footballeur français, qui joue au poste de gardien de but à l'ESTAC Troyes.

## Biographie
Nicolas Lemaître est formé au Stade de Reims, avec qui il dispute son premier match professionnel le 11 février 2017 face au FC Sochaux-Montbéliard en Ligue 2.
Dans le club champenois, il est la doublure d'Édouard Mendy puis de Predrag Rajković.
En 2020, il est prêté à l'US Quevilly Rouen Métropole en National, avec qui il obtient la promotion en Ligue 2, avec notamment neuf matchs sans prendre de but en 27 rencontres de championnat. À l'été 2021, il s'engage pour deux saisons avec le club normand.
Le 3 juillet 2023, il s’engage avec l'ESTAC Troyes jusqu'en 2026.